# Slučaj s Polyninym
Slučaj s Polyninym (Случай с Полыниным) è un film del 1970 diretto da Aleksej Nikolaevič Sacharov.